# Frauental an der Laßnitz
Frauental an der Laßnitz is een gemeente in de Oostenrijkse deelstaat Stiermarken, en maakt deel uit van het district Deutschlandsberg.
Frauental an der Laßnitz telt 2939 inwoners.
Bad Schwanberg ·
Deutschlandsberg ·
Eibiswald ·
Frauental an der Laßnitz ·
Groß Sankt Florian ·
Lannach ·
Pölfing-Brunn ·
Preding ·
Sankt Josef (Weststeiermark) ·
Sankt Martin im Sulmtal ·
Sankt Peter im Sulmtal ·
Sankt Stefan ob Stainz ·
Stainz ·
Wettmannstätten ·
Wies
- Gemeinsame Normdatei: 414306-1
- MusicBrainz: 72c31617-3344-4894-9fef-5100ded52020
- Virtual International Authority File: 132296895